# Шведский институт гидрологии и метеорологии
Шведский институт гидрологии и метеорологии (швед. Sveriges meteorologiska och hydrologiska institut, сокращенно SMHI) — государственное агентство правительства Швеции; находится в ведении Министерства окружающей среды. Проводит оценку в области гидрологии, метеорологии и океанографии.
Основной офис расположен в Норрчёпинге, филиалы института располагаются в Стокгольме, Мальмё, Гётеборге и Сундсвалле.
Для шведской публики институт большей частью известен по прогнозам погоды, транслируемым по радио Швеции. Институт также обеспечивает прогнозами погоды различные компании, связанные со средствами массовой информации в Швеции.

## История
Центральный метеорологический национальный институт был создан как автономное подразделение Шведской королевской академии наук в 1874 году. Первый бюллетень был издан 1-го июля 1874 года, а 1-го июля 1880 года был выпущен первый ежедневный метеорологический прогноз погоды. С 1882 года институт сотрудничает с государственным агентством железных дорог Швеции.
В 1908 году было создано гидрологическое подразделение.
В 1919 году руководитель гидрологического и метеорологического подразделений Аксель Валлен (швед.) объединил их в один институт. В 1921 году институт взял на себя обязательства в области океанографии
С 1971 года главный офис располагался в Стокгольме, но после решения парламента Швеции, с 1975 года был перенесён в Норрчёпинг.

## Сотрудники и организация
Институт располагает штатом около 600 сотрудников, включая 55 учёных. Исследования окружающей среды охватывают шесть направлений:
- Метеорологические прогнозы и анализ
- Качество воздуха
- Океанография
- Гидрология
- Моделирование климата по регионам (создано в 1997 году)
- Удалённое зондирование и радиолокация

Институт сотрудничает с международными проектами HIRLAM, Всемирной метеорологической организацией, Межправительственной океанографической комиссией. Научная деятельность института финансируется правительством, а также за счёт участия в международных и коммерческих проектах.

## Исследования качества воздуха
Исследованиями занимается специализированный отдел, в состав сотрудников которого входят 8 учёных. Отдел занимается проблемами качества воздуха, атмосферного переноса загрязнений и моделированием разложения загрязнений в атмосфере.